# Киевская защита

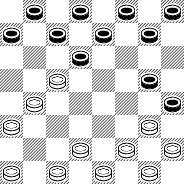
Табия дебюта

Киевская защита — дебют в русских шашках. Табия дебюта возникает после ходов 1.cd4 fg5 2.bc3 gh4 3.cb4 hg5. 4. dс5. b:d4. 5. e:c5 При выборе на 4. bc5 (4...d:b4 5.a:c5 cd6) возникает дебют «Новокиевская защита». Основная система — I. 5…сb6 разработана и впервые применена мастером Б. Блиндером против Л. Потапова в 1937 г..

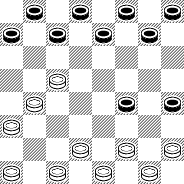
Система, предложенная Н. А. Кукуевым.

Вторая система: II. 5...gf4. 6. g:e5 d:f4 с острым выпадом черных на f4 впервые введена Н. А. Кукуевым.
В 1980-е «Киевская защита» — одно из самых популярных начал. С 1970-х годов ряд вариантов подвергся переоценке, были открыты новые, оригинальные идеи, существенно обогатившие теорию дебюта. Во 2-й половине 1970-х гг. завоевала популярность несколько иная трактовка «Киевской защиты»: 3...gf6. 4.dc5 b:d4. 5.e:c5 cb6 (это нападение характеризует рассматриваемый дебют) 6.de3